# CoCo5カラットのロマンス
CoCo5カラットのロマンス（ココふぁいぶからっとのろまんす）は、1990年4月15日-1994年4月3日に文化放送で放送されていたラジオ番組。パーソナリティはCoCo。下記に記すように番組タイトルと放送時間は度々変わった。

## 番組タイトルの変遷
- CoCoのドリームパレット（1990年4月15日 - 1990年10月7日）
- CoCo5カラットのロマンス（1990年10月14日 - 1992年9月28日）
- CoCo Stay with Dream（1992年10月11日 - 1994年4月3日）

## 放送時間
- 日曜11:30 - 12:00（1990年4月15日 - 1990年10月7日）
- 日曜7:30 - 8:00（1990年10月14日 - 1991年10月6日）
- 日曜11:00 - 11:30（1991年10月13日 - 1992年4月5日）
- 月曜21:40 - 22:00（1992年4月6日 - 1992年9月28日）：「シンデレラステーション」内で放送。
- 日曜12:30 - 13:00（1992年10月11日 - 1993年4月4日）
- 金曜26:00 - 26:30（1993年4月9日 - 1993年10月1日）：「ミュージックステーション」内で放送。
- 日曜12:00 - 12:30（1993年10月10日 - 1994年4月3日）

## 主なコーナー・企画
- 全日本ハガキ選抜
- チクリ大王
- 私のおしりがガケップチー
- 独占、女の子の20分
- 缶蓋コント
- ハートはバクバク・タイムマシンガン
- 青春ドラマチックシアター
- funkyダジャレ
- 驚異の事実
- 夢のドラマハウス
- CoCoレディースクラブ
- 野郎どもの会

（ ）

## ネット局
（出典：）
（「→」は、放送曜日・時間帯変更無し、網掛け枠は放送無し）
| 局名           | 1990年10月 -       | 1991年4月 -        | 1991年10月 -       | 1992年4月 -        |  |
| -------------- | ------------------ | ------------------ | ------------------ | ------------------ |  |
| 青森放送       | 火曜 22:30 - 23:00 |                    |                    |                    |  |
| 秋田放送       |                    | 水曜 22:00 - 22:30 |                    |                    |  |
| 静岡放送       |                    |                    | 火曜 24:10 - 24:40 | →                  |  |
| 東海ラジオ放送 |                    |                    | 日曜 20:30 - 21:00 |                    |  |
| 岐阜放送       | 水曜 24:00 - 24:30 | →                  |                    |                    |  |
| ラジオ関西     |                    |                    |                    |                    |  |
| 山陰放送       |                    | 月曜 22:00 - 22:30 |                    |                    |  |
| 四国放送       |                    | 火曜 22:00 - 22:30 | →                  |                    |  |
| 西日本放送     |                    | 日曜 11:00 - 11:30 | 日曜 16:00 - 16:30 | 金曜 23:30 - 24:00 |  |
| 南海放送       |                    |                    |                    |                    |  |
| 高知放送       |                    |                    |                    | 火曜 24:30 - 25:00 |  |
|                |                    |                    |                    |                    |  |
| 局名           | 1992年10月 -       | 1993年4月 -        | 1993年10月 -       |                    |  |
| 青森放送       |                    |                    |                    |                    |  |
| 秋田放送       |                    |                    |                    |                    |  |
| 静岡放送       | 火曜 24:10 - 24:40 | →                  | →                  |                    |  |
| 東海ラジオ放送 |                    |                    |                    |                    |  |
| 岐阜放送       |                    |                    |                    |                    |  |
| ラジオ関西     | 土曜 21:30 - 22:00 |                    | 金曜 23:30 - 24:00 |                    |  |
| 山陰放送       |                    | 金曜 24:00 - 24:30 |                    |                    |  |
| 四国放送       |                    | 金曜 24:00 - 24:30 |                    |                    |  |
| 西日本放送     | 金曜 21:00 - 21:30 | 金曜 23:30 - 24:00 | 月曜 21:00 - 21:30 |                    |  |
| 南海放送       | 水曜 19:30 - 20:00 |                    |                    |                    |  |
| 高知放送       | 日曜 22:30 - 23:00 |                    |                    |                    |  |

## 番組本
- ワニブックス (1991年7月1日). おしゃべりパレード CoCoまでおいで〜5カラットのロマンス編〜. ISBN 978-4847011306
- ワニブックス (1991年12月1日). おしゃべりパレード CoCoまでおいで 5カラットのロマンス PART2. ISBN 978-4847011412